# Nine Miles Down
Nine Miles Down è un film del 2009 diretto da Anthony Waller, ispirato alla leggenda metropolitana del pozzo dell'inferno.

## Trama
L'ex-poliziotto Jack viene inviato a controllare la situazione in una remota stazione di ricerca nel deserto del Sahara, dove i 25 membri dell'équipe scientifica guidata dal professor Borman hanno interrotto ogni contatto con l'esterno da tre giorni. Al suo arrivo, la trova completamente deserta, con segni di lotta, graffiti fatti col sangue e resti di animali immolati: decide comunque di aspettarci la fine della tempesta di sabbia che infuria fuori. Esaminando i video-diari di Borman, scopre che la struttura è un sito di trivellazione aperto per indagare su una misteriosa cavità circa 9 miglia sotto la superficie terrestre.
Al suo risveglio incontra la dott.ssa Jenny "JC" Christensen, che sostiene di essere l'unica rimasta dell'équipe di Borman e gliene mostra il cadavere, conservato nella cella frigorifera dopo essere stato ucciso da un altro scienziato in un alterco scoppiato per ragioni che JC sottace. Jack avverte i suoi superiori, che mettono la polizia locale in cerca del resto degli scienziati e gli ordinano di restare lì altre 24 ore nel caso qualcuno di loro faccia ritorno alla base. JC sembra ansiosa di andarsene, cosa che insospettisce ulteriormente Jack, che non ricorda di averla vista nel video o nelle foto in giro per la stazione. I superiori gli confermano che nessuna "dottoressa Christensen" figura nell'équipe di Borman, ma lei si difende sostenendo che quest'ultimo avesse semplicemente falsificato il suo nome e genere per aggirare i vincoli del budget che non consentivano alloggi separati.
Messa alle strette, JC vuota il sacco: quando la trivella aveva perforato la cavità sei giorni prima, i sensori audio avevano captato un suono di urla umane. Gli scienziati avevano poi cominciato a essere perseguitati da visioni di sofferenza e dei propri cari defunti, che avevano scatenato il panico, convincendoli di aver scavato fino a trovare l'inferno. Jack si accorge di star sperimentando anche lui queste visioni, nel suo caso di sua moglie Susan, morta suicida coi loro due bambini anni fa. Temendo per la propria sanità mentale, si confida con JC, che lo consola e ha con lui un rapporto sessuale.
Il mattino dopo, Jack scopre i resti umani degli altri scienziati nel pozzo nero della stazione e, terrorizzato, aggredisce JC, che scappa via. Trova poi una registrazione nascosta nell'ufficio di Borman, dove il professore sostiene che l'esperimento abbia liberato sulla Terra il Diavolo in persona. Jack affronta JC, che sembra ammettere di essere il Diavolo, ma in realtà sta solo cercando di assecondarlo per rubargli le chiavi dell'auto con cui cercare aiuto. Il piano fallisce e Jack la pugnala, per poi dar fuoco alla struttura, ma una squadra di soccorso inviata dai superiori di Jack riesce a trovarli prima che tutto esploda.
In ospedale, Jack scopre che all'origine delle visioni, più propriamente allucinazioni, e dei comportamenti violenti c'era un gas che si era sprigionato all'apertura della cavità, diffondendosi per la struttura e indebolendo la capacità di distinguere tra realtà, memoria e immaginazione: uno dei pochi scienziati ritrovato ancora in vita nel deserto ha inoltre confermato la storia di JC, rimasta lucida perché i suoi alloggi erano separati dal complesso principale. Jack va a trovarla per scusarsi, ma le allucinazioni riemergono e cerca di ucciderla. Convinto a torto di esserci riuscito, si dispera e si suicida tra le risate di sua moglie morta.

## Produzione
Il film era stato annunciato per la prima volta nel maggio 2002 con Val Kilmer come protagonista, un budget di circa 22 milioni di dollari e il Sudafrica scelto come location delle riprese. Quando il progetto si è poi concretizzato nel 2007, le riprese si sono poi tenute in un teatro di posa a Budapest per gli interni e in Tunisia per gli esterni.